# Bulbophyllum alleizettei
Bulbophyllum alleizettei là một loài phong lan thuộc chi Bulbophyllum.